# Nutzerorientierte Gestaltung
Die nutzerorientierte Gestaltung zielt darauf ab, interaktive Produkte so zu gestalten, dass sie über eine hohe Gebrauchstauglichkeit (usability) verfügen. Dies wird im Wesentlichen dadurch erreicht, dass die (zukünftigen) Nutzer eines Produktes mit seinen Aufgaben, Zielen und Eigenschaften in den Mittelpunkt des Entwicklungsprozesses gestellt werden.
Der Hauptunterschied zu anderen Produktdesign-Philosophien besteht darin, dass das benutzerzentrierte Design versucht, das Produkt danach zu optimieren, wie die Benutzer das Produkt nutzen können, wollen oder müssen, so dass die Benutzer nicht gezwungen sind, ihr Verhalten und ihre Erwartungen zu ändern, um sich dem Produkt anzupassen. Die Benutzer stehen somit im Zentrum von zwei konzentrischen Kreisen. Der innere Kreis umfasst den Kontext des Produkts, die Ziele seiner Entwicklung und das Umfeld, in dem es laufen würde. Der äußere Kreis umfasst detailliertere Details der Aufgabendetails, der Aufgabenorganisation und des Aufgabenablaufs.
Im Englischen wird dieses Vorgehen als User Centered Design bezeichnet. Dieser Begriff hat sich seit den 1990er Jahren zunehmend durchgesetzt. Dennoch unterscheidet sich UCD in gewisser weise vom Begriff des Usability Engineering (UE), da UE UCD in einer begrenzten Umgebung einsetzt und hierbei mehr ins Detail geht.

## Geschichte
Der Begriff wurde im Forschungslabor von Donald A. Norman an der Universität von Kalifornien, San Diego, geprägt. Das Konzept wurde durch die Veröffentlichung seines Buches „User-Centered System Design: New Perspectives on Human-Computer Interaction“ weithin bekannt. Weitere Aufmerksamkeit und Akzeptanz erlangte das Konzept in seinem bahnbrechenden Buch „The Design of Everyday Things“ (ursprünglich „The Psychology of Everyday Things“ genannt). In diesem Buch beschreibt Norman anhand von Beispielen die Psychologie hinter dem seiner Meinung nach „guten“ und „schlechten“ Design. Er hebt die Bedeutung von Design in unserem täglichen Leben und die Folgen von Fehlern hervor, die durch schlechte Designs verursacht werden.
Die beiden Bücher enthalten Grundsätze für den Bau gut gestalteter Produkte. Seine Empfehlungen basieren auf den Bedürfnissen des Benutzers, wobei er Nebensächlichkeiten wie die Ästhetik außer Acht lässt. Die wichtigsten Highlights sind:
1. Vereinfachung der Struktur der Aufgaben, so dass die möglichen Handlungen zu jedem Zeitpunkt intuitiv sind.
2. Machen Sie Dinge sichtbar, einschließlich des konzeptionellen Modells des Systems, der Aktionen, der Ergebnisse von Aktionen und des Feedbacks.
3. Die Zuordnungen zwischen den beabsichtigten Ergebnissen und den erforderlichen Maßnahmen richtig zu gestalten.
4. Die Zwänge von Systemen annehmen und ausnutzen.

In einem späteren Buch, „Emotional Design“, kehrt Norman zu einigen seiner früheren Ideen zurück, um das, was er als übermäßig reduzierend empfunden hatte, weiter auszuarbeiten.

## Der nutzerorientierte Gestaltungsprozess
Der nutzerorientierte Gestaltungsprozess ist ein iteratives Vorgehen, das mehrere Phasen durchläuft. In den meisten Prozessmodellen (wie z. B. der DIN EN ISO 9241-210 oder der ISO/PAS 18152) sind dies die folgenden vier Phasen:

### Analyse des Nutzungskontextes
Während der Analyse des Nutzungskontextes werden Informationen über die zukünftigen Nutzer gesammelt und in Nutzerprofilen zusammengefasst. Ebenso werden die Aufgaben und Ziele der Nutzer, Arbeitsabläufe und die Arbeitsumgebung, zu der auch die technischen Rahmenbedingungen zählen, analysiert.

### Definition der Anforderungen
Basierend auf den Erkenntnissen der Kontextanalyse werden Anforderungen definiert, die während des Entwurfsprozesses umgesetzt werden sollen.

### Konzeption und Entwurf
In dieser Prozessphase werden zunächst Konzepte für das zukünftige Produkt entwickelt. Diese werden weiter ausgearbeitet, bis ein vollständiger Entwurf vorliegt. Als Ergebnis dieser Phase können Designdokumente, Mockups oder Papier-Prototypen entstehen.

### Evaluation
Die erstellten Konzepte und Entwürfe werden wiederholt mit Nutzern besprochen, Mockups und Prototypen werden ausprobiert. Dies alles dient dazu, sicherzustellen, dass die Anforderungen der Nutzer auch tatsächlich erfüllt werden.

## Prinzipien
Damit die nutzerorientierte Gestaltung zu Produkten mit einer hohen Gebrauchstauglichkeit führt, sollten folgende Prinzipien beachtet werden:
- iteratives Vorgehen
- frühe Fokussierung auf Nutzer- und Aufgabenanforderungen/Nutzerbedürfnisse
- empirische Überprüfung der Entwürfe durch Nutzer

Diese Prinzipien wurden 1985 von Gould und Lewis benannt.
Beispielsweise kann der benutzerzentrierte Designprozess Softwareentwicklern helfen, das Ziel eines für ihre Benutzer entwickelten Produkts zu erreichen. Darüber hinaus können Benutzeranforderungen durch sorgfältige Analyse von verwendbaren Produkten, die dem zu entwerfenden Produkt ähnlich sind, abgeleitet werden.
- Kooperatives Design: Designer und Nutzer gleichberechtigt einbeziehen. Dies ist die skandinavische Tradition des Designs von IT-Artefakten, die sich seit 1970 entwickelt hat[9] und die auch als Partizipative Softwareentwicklung bezeichnet wird.
- Participatory Design (PD), ein nordamerikanischer Begriff für dasselbe Konzept, inspiriert von Cooperative Design, mit Schwerpunkt auf der Beteiligung der Nutzer. Seit 1990 findet halbjährlich eine Konferenz über partizipatives Design statt[10].
- Kontextbezogenes Design, „kundenzentriertes Design“ im tatsächlichen Kontext, einschließlich einiger Ideen aus dem Partizipativen Design[11]

Folgende Prinzipien stellen sicher, dass ein Entwurf benutzerzentriert ist:
1. Das Design basiert auf einem expliziten Verständnis von Benutzern, Aufgaben und Umgebungen.
2. Die Benutzer werden während der gesamten Konzeption und Entwicklung einbezogen.
3. Das Design wird durch eine nutzerzentrierte Evaluation vorangetrieben und verfeinert.
4. Der Prozess ist iterativ.
5. Das Design berücksichtigt die gesamte Benutzererfahrung.
6. Das Designteam umfasst multidisziplinäre Fähigkeiten und Perspektiven.

## Methoden der nutzerorientierten Gestaltung
Nutzerorientiertes Design kann als ein mehrstufiger Problemlösungsprozess charakterisiert werden, der nicht nur von den Designern verlangt, die Art und Weise zu analysieren und sich vorzustellen, wie Benutzer ein Produkt wahrscheinlich konsumieren werden, sondern auch ihre Annahmen in Bezug auf das Benutzerverhalten in Tests in der realen Welt zu validieren. Diese Tests werden mit/ohne tatsächliche Benutzer in jeder Phase des Prozesses von den Anforderungen über die Vorproduktionsmodelle bis hin zur Postproduktion durchgeführt, wodurch sich ein Kreis von Nachweisen schließt und sichergestellt wird, dass „die Entwicklung mit dem Benutzer als Mittelpunkt voranschreitet.“ Solche Tests sind notwendig, da es für die Designer eines Produkts oft sehr schwierig ist, intuitiv zu verstehen, was ein erstmaliger Benutzer ihres Designs erlebt und wie die Lernkurve jedes Benutzers aussehen kann. Benutzerzentriertes Design ist in der Designbranche weit verbreitet und führt, wenn es verwendet wird, zu einem gesteigerten Produktnutzen und einer erhöhten Benutzerfreundlichkeit.
Im Rahmen der nutzerorientierten Gestaltung können unterschiedliche Methoden (u. a. aus dem Bereich Human Factors) zum Einsatz kommen. Zu den bekanntesten und am häufigsten eingesetzten Methoden zählen:
- Interviews mit Nutzern zur Anforderungsermittlung
- Kontextanalysen (Contextual Inquiry)
- Online-Befragungen
- Personas
- Use Cases (Spezifikation von Anwendungsfällen)
- Strukturlegetechnik
- Paper-Prototyping
- Usability-Tests
- Heuristische Evaluierung (auch Expert Review genannt)[17]

## Rhetorische Situation
Ein benutzerzentrierter Entwurf konzentriert sich auf die rhetorische Situation. Die rhetorische Situation prägt die Gestaltung eines Informationsmediums. Es gibt drei Elemente, die in einer rhetorischen Situation zu berücksichtigen sind: Zielpublikum, Zweck und Kontext.

### Publikum
Das Publikum sind die Personen, die das Dokument verwenden werden. Der Designer muss ihr Alter, ihre geographische Lage, ethnische Zugehörigkeit, ihr Geschlecht, ihre Ausbildung usw. berücksichtigen.

### Zweck
Der Zweck ist, worauf das Dokument abzielt oder welches Problem mit dem Dokument angegangen werden soll.

### Kontext
Der Kontext sind die Umstände der Situation. Oft beantwortet der Kontext die Frage: Welche Situation hat den Bedarf für dieses Dokument ausgelöst? Zum Kontext gehören auch alle sozialen oder kulturellen Fragen, die die Situation umgeben können.

## Elemente

### Sichtbarkeit
Die Sichtbarkeit hilft dem Benutzer, ein mentales Modell des Dokuments zu erstellen. Modelle helfen dem Benutzer, die Wirkung(en) seiner Aktionen bei der Verwendung des Dokuments vorherzusagen. Wichtige Elemente (z. B. solche, die die Navigation erleichtern) sollten nachdrücklich hervorgehoben werden. Die Benutzer sollten auf einen Blick erkennen können, was sie mit dem Dokument tun können und was nicht.

### Barrierefreiheit
Die Benutzer sollten in der Lage sein, Informationen im gesamten Dokument, unabhängig von dessen Länge, schnell und einfach zu finden. Den Benutzern sollten verschiedene Möglichkeiten angeboten werden, um Informationen zu finden (wie z. B. Navigationselemente, Suchfunktionen, Inhaltsverzeichnis, klar beschriftete Abschnitte, Seitenzahlen, Farbcodierung usw.). Die Navigationselemente sollten mit dem Genre des Dokuments übereinstimmen. „Chunking“ ist eine nützliche Strategie, bei der Informationen in kleine Stücke gebrochen werden, die in einer Art sinnvoller Ordnung oder Hierarchie organisiert werden können. Die Möglichkeit, das Dokument zu überfliegen, ermöglicht es den Benutzern, ihre Informationen durch Scannen statt durch Lesen zu finden. Häufig werden fett und kursiv geschriebene Wörter verwendet.

### Lesbarkeit
Der Text sollte leicht zu lesen sein: Durch Analyse der rhetorischen Situation sollte der Designer in der Lage sein, einen brauchbaren Schriftstil zu bestimmen. Zierschriften und Text in allen Großbuchstaben sind schwer zu lesen, aber Kursiv- und Fettschrift können bei richtiger Verwendung hilfreich sein. Großer oder kleiner Fließtext ist ebenfalls schwer zu lesen, eine Bildschirmgröße von 10–12 Pixel serifenlos wird empfohlen. Ein hoher Kontrast zwischen Text und Hintergrund, zwischen Figur und Grund erhöht die Lesbarkeit. Dunkler Text vor einem hellen Hintergrund ist am besten lesbar.

### Sprache
Je nach rhetorischer Situation werden bestimmte Arten von Sprachen benötigt. Kurze Sätze sind hilfreich („Einfache Sprache“), ebenso wie gut geschriebene Texte, die in Erklärungen und ähnlichen Massentextsituationen verwendet werden. Sofern es die Situation nicht erfordert, sollten kein Jargon oder Fachausdrücke verwendet werden. Viele Schriftsteller werden sich für die aktive Stimme, Verben, anstelle von Substantivzeichenketten oder Nomina, und eine einfache Satzstruktur entscheiden.